# Isaac Nemiroff
Isaac Nemiroff (* 16. Februar 1912 in Cincinnati; † 5. März 1977 in New York City) war ein US-amerikanischer Komponist, Musikpädagoge und -wissenschaftler.
Nemiroff studierte am  Cincinnati Conservatory und war dann Schüler von Stefan Wolpe am New York College of Music.  Er unterrichtete von 1946 bis 1948 an der Musikschule der Brooklyn Musical Society, dann bis 1952 an der Contemporary Music School in New York und ab 1952 an der Greenwich House Music School. Er war Gründer des Musikprogramms des neu gegründeten State University College auf Long Island, bis der Campus der  Stony Brook University eingegliedert wurde. Dort unterrichtete er bis zu seinem Tod 1977.
Als Komponist wurde Nemiroff bekannt durch eine Musik für Modernen Tanz, die bei einer Aufführung von Marie Marchowsky und ihrer Company im April 1948 am New Yorker Cort Theater gespielt wurde. Zur gleichen Zeit führten unter der Schirmherrschaft der Internationalen Gesellschaft für Neue Musik Broadus Erle und David Tudor seine Sonata No. 1 für Violine und Klavier auf. 1964 wurde er in die American Society of Composers, Authors and Publishers aufgenommen.